# Scott Morrison (Basketballspieler)
Scott Morrison (* 3. Januar 1986 in Vancouver, British Columbia) ist ein kanadischer Basketballspieler. Nach dem Studium in den Vereinigten Staaten wurde Morrison Profi in Europa und spielte nach Stationen in Ungarn, Estland, der Ukraine und Polen in der Basketball-Bundesliga 2012/13 für den deutschen Erstligisten Eisbären Bremerhaven. Seit 2013 spielt Morrison in Australien für die Melbourne Tigers in der NBL Australasiens.

## Karriere
Morrison ging nach dem Schulabschluss in seiner Heimatstadt südlich entlang der Pazifikküste zum Studium nach Portland (Oregon) ins Nachbarland USA, wo er von 2004 an für die Hochschulmannschaft Vikings der Portland State University in der Big Sky Conference der NCAA spielte. In seinem Senior-Jahr 2008 gewannen die Vikings erstmals die Meisterschaft der Big Sky und Morrison wurde zum besten Verteidiger der Big Sky ernannt. Auch mannschaftsintern führt Morrison die „All-Time List“ der besten Shotblocker der Vikings an und gehört zu den besten fünf Reboundern aller Zeiten der Vikings. Bei der erstmaligen Teilnahme an der landesweiten NCAA-Endrunde verlor man jedoch in der ersten Runde gegen die favorisierten Jayhawks der University of Kansas.
Nachdem Morrison in der NBA-Draft 2008 von keinem Klub der am höchsten dotierten Profiliga NBA ausgewählt worden war, begann er eine Karriere als Profi in der höchsten ungarischen Spielklasse für Albacomp aus Székesfehérvár. Nach dem dritten Platz in der regulären Saison schied man jedoch bereits in der ersten Play-off-Runde um die Meisterschaft aus der Titelvergabe aus. In der folgenden Saison 2009/10 spielte Morrison in der estnischen Korvpalli Meistriliiga für den Rekordmeister Rock aus Tartu, mit dem er die nationale Meisterschaft 2010 gewann. In der Baltic Basketball League wurde er als MVP des Monats November 2009 ausgezeichnet, doch die Mannschaft verpasste das Final-Four-Turnier dieser Meisterschaft knapp und schied auch in der EuroChallenge 2009/10 bereits nach der ersten Gruppenphase aus. Nachdem Morrison zu Beginn der Saison 2009/10 in der Basketball Superliga Ukraine für den Politechnika-Halytschyna aus Lwiw gespielt hatte, beendete er die Spielzeit für Anwil aus Włocławek unter Trainer Emir Mutapčić in der Polska Liga Koszykówki. Anwil schied als sechstplatzierte Mannschaft der Hauptrunde in der ersten Play-off-Runde um die polnische Meisterschaft aus. In der folgenden Saison 2011/12 spielte Morrison für den Ligakonkurrenten Energa Czarni aus Słupsk, die den dritten Platz der Vorsaison in den Play-offs jedoch nicht bestätigen konnten und ebenfalls in der ersten Runde ausschieden.
Für die Saison 2012/13 folgte Morrison seinem Mannschaftskameraden Stanley Burrell zu den Eisbären aus Bremerhaven in die deutsche Basketball-Bundesliga. In der Basketball-Bundesliga 2012/13 verpasste die Mannschaft jedoch erneut den Einzug in die Play-offs um die Meisterschaft und Morrison wechselte zur folgenden Saison in die NBL Australasiens zu den Tigers aus Melbourne. Mit dieser Mannschaft schied er im Play-off-Halbfinale um die Meisterschaft 2014 aus.